# Synema abrahami
Synema abrahami es una especie de araña del género Synema, familia Thomisidae.

## Distribución
Esta especie se encuentra en Guyana.

## Taxonomía
Fue descrita por Mello-Leitão en 1948.
Tratamiento taxonómico
La especie aparece registrada y publicada en Contribuição ao conhecimento da fauna araneológica das Guianas. Anais da Academia Brasileira de Ciências 20(2): 151–196.